# Florian Schneeberger
Florian Schneeberger (Erlangen, RFA, 13 de marzo de 1971) es un deportista austríaco que compitió en vela en la clase Tornado. Su hermano Markus también compitió en vela.
Ganó tres medallas en el Campeonato Europeo de Tornado entre los años 1993 y 1996. Participó en los Juegos Olímpicos de Atlanta 1996, ocupando el cuarto lugar en la clase Tornado.

## Palmarés internacional
| \| Campeonato Europeo \| Campeonato Europeo \| Campeonato Europeo \| Campeonato Europeo \| \| Año \| Lugar \| Medalla \| Clase \| \| ------------------ \| -------------------- \| ------------------ \| ------------------ \| \| 1993 \| Helsinki (Finlandia) \| Medalla de plata \| Tornado \| \| 1995 \| Kiel (Alemania) \| Medalla de plata \| Tornado \| \| 1996 \| Attersee (Austria) \| Medalla de oro \| Tornado \| |                      |                  |         |
| Campeonato Europeo |                      |                  |         |
| Año | Lugar                | Medalla          | Clase   |
| 1993 | Helsinki (Finlandia) | Medalla de plata | Tornado |
| 1995 | Kiel (Alemania)      | Medalla de plata | Tornado |
| 1996 | Attersee (Austria)   | Medalla de oro   | Tornado |